# Orde van Idris I

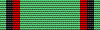
Baton van de Orde van Idris I.

De Orde van Idris I was de hoogste ridderorde van het Koninkrijk Libië. De orde werd, zoals dat in Arabische en Aziatische landen vaak voorkomt, genoemd naar de regerende vorst, hier was dat Koning Idris I. In 1954 werd Elizabeth II van het Verenigd Koninkrijk in deze orde benoemd. Zij draagt de "Grote Keten" van de orde. De orde werd na de val van de Libische monarchie afgeschaft.